# Rhyacophila jewetti
Rhyacophila jewetti är en nattsländeart som beskrevs av Donald G. Denning 1954. Rhyacophila jewetti ingår i släktet Rhyacophila och familjen rovnattsländor. Inga underarter finns listade i Catalogue of Life.